# Stazione di Triuggio-Ponte Albiate
Stazione di Triuggio-Ponte Albiate vasútállomás Olaszországban, Lombardia régióban, Triuggio településen.

## Vasútvonalak
Az állomást az alábbi vasútvonalak érintik:
- Monza–Molteno–Lecco-vasútvonal

## Kapcsolódó állomások
A vasútállomáshoz az alábbi állomások vannak a legközelebb:
- Stazione di Macherio-Canonica
- Stazione di Carate-Calò